# 罗卡福尔泰德尔格雷科
罗卡福尔泰德尔格雷科（義大利語：Roccaforte del Greco），是意大利雷焦卡拉布里亚省的一个市镇。总面积54平方公里，人口626人，人口密度11.6人/平方公里（2009年）。ISTAT代码为080066。